# Agios Nikolaos Lefka
Agios Nikolaos Lefka (distrito de Lefka, Chipre), es un antiguo pueblo ubicado a cuatro kilómetros al sureste de Lefka e inmediatamente al noroeste de la mina Skouriotissa. Los turcochipriotas aprobaron el nombre alternativo Yamaç en 1975, lo que significa "roca". Este pueblo abandonado se encuentra dentro de la Línea Verde, la zona desmilitarizada que separa la República de Chipre y la República Turca del Norte de Chipre.

## Historia
En 1831, el pueblo era mixto, conteniendo 20 hombres (las mujeres no fueron censadas), de los cuales 7 eran turcochipriotas. Esta situación cambió tras la llegada de los británicos. Ya en 1891, los habitantes eran solo de la comunidad griega (23). A lo largo de la primera mitad del siglo XX, la población greco-chipriota de la aldea aumentó constantemente, pasando de 23 en 1891 a 127 en 1946 (en ese año hay que sumarle solo 5 turcochipriotas). Hubo un fuerte disminución registrada en 1960 (de 132 en 1946 a 67 en 1960).
El primer desplazamiento relacionado con el conflicto con Turquía tuvo lugar en agosto de 1974, cuando todos los grecochipriotas de la aldea huyeron del ejército turco en avance. El número de los grecochipriotas desplazados de Agios Nikolaos fue aproximadamente de 65 (62 en 1973).
En la actualidad, el pueblo está desierto y en ruinas. Se encuentra dentro de la Línea Verde.